# Kevin Shields
Kevin Shields (New York, 21 maggio 1963) è un musicista irlandese, nato negli Stati Uniti.
È noto soprattutto per essere il chitarrista della rock band My Bloody Valentine, nonché voce e principale autore dei brani del gruppo.

## Biografia
Nato a New York da una famiglia irlandese emigrata in America negli anni '50, è il primo di cinque fratelli. La famiglia fece ritorno in Irlanda quando Shields aveva dieci anni.
A Dublino conobbe il batterista Colm Ó Cíosóig, con cui fondò una band che, in seguito, prese il nome My Bloody Valentine. Dopo diversi cambi di formazione e diversi EP, nel 1988 pubblicò con i My Bloody Valentine il primo LP, Isn't Anything, riscontrando giudizi di critica positivi. Nel 1991 pubblicò, con la stessa band, il secondo LP, Loveless, pietra miliare degli anni '90 secondo molti critici. Dopo questo fortunato album, la band smise di pubblicare dischi e di fare concerti, e Shields si dedicò ad altre attività musicali.
Shields ha collaborato con i Primal Scream in alcuni album, e ha prodotto dischi ai Dinosaur Jr. e ai Yo La Tengo. Nel 2003 contribuì alla colonna sonora del film Lost in Translation - L'amore tradotto di Sofia Coppola, inserendo brani inediti, e brani dei My Bloody Valentine. Per la Coppola ha anche remixato alcuni brani della colonna sonora del film del 2006 Marie Antoinette. Nel 2005 collaborò con Patti Smith all'album di letture The Coral Sea, provvedendo al sottofondo musicale per le poesie della Smith. Nel 2008 tornò a suonare qualche concerto con i My Bloody Valentine, dichiarando in seguito di avere in progetto nuovi dischi.

## Stile chitarristico
Shields è noto e stimato anche per il suo stile alla chitarra. Il suono, infatti, è molto distorto, con un forte riverbero, in modo da creare un "muro sonoro" che, suonando tenendo costantemente stretta la leva del tremolo, è, all'ascolto, ipnotico e trascinante. Usa soprattutto Fender Jaguar e Jazzmaster.

## Discografia

### Con i My Bloody Valentine
- 1988 - Isn't Anything (Creation Records)
- 1991 - Loveless (Creation Records)
- 2013 - m b v (Pickpocket Records)